# Ctenomys frater
Ctenomys frater är en däggdjursart som beskrevs av Thomas 1902. Ctenomys frater ingår i släktet kamråttor, och familjen buskråttor. IUCN kategoriserar arten globalt som livskraftig. Inga underarter finns listade i Catalogue of Life. Wilson & Reeder (2005) skiljer mellan två underarter.
Denna gnagare blir vanligen 23 till 27 cm lång, inklusive en 5,5 till 7,6 cm lång svans. I södra delen av utbredningsområdet når den ibland en längd av 30 cm (med svans). Pälsens färg varierar beroende på population mellan brun, rödbrun och svartbrun. Undersidan är allmänt ljusare.
Arten förekommer med två från varandra skilda populationer i höglandet i södra Bolivia och i angränsande områden av Argentina. Den vistas mellan 600 och 4500 meter över havet. Ctenomys frater kan anpassa sig till alla habitat som finns i utbredningsområdet.
Individerna gräver underjordiska bon och bildar kolonier. De äter olika växtdelar, till exempel rötter och stamknöl.